# Соглашение и референдум по статусу Саара (1954—1955)
Соглашение, заключённое 23 октября 1954 года между правительствами Федеративной Республики Германии и Франции о независимости Саара под эгидой Западноевропейского союза, также известное как Европейский (или второй) статут Саара. Данное соглашение предусматривало проведение референдума, который должен был дать ответ на вопрос, желает ли население Саарланда обрести независимость (Европейский статут).
В результате референдума при явке 96,73 % подавляющее большинство избирателей (67,71 %) отказались от независимости Саара. Это было расценено как желание саарцев войти в состав ФРГ.

## Предыстория
В ходе Второй мировой войны 21 марта 1945 года Саар был занят американскими войсками. Всю территорию Германии, находящуюся по левому берегу Рейна, Франция намеревалась присоединить к себе. Но эти планы были отвергнуты на конференциях министров иностранных дел стран антигитлеровской коалиции, поскольку в соответствии с Атлантической хартией изменения границ не допускались без свободно выраженного желания народа. Тем не менее, США, чтобы не портить отношения с французами, дали своё согласие на отделение Саара, территория которого на северо-западе и севере несколько увеличилась по сравнению с 1920 годом. 10 июля 1945 года французские оккупационные войска вошли в Саар, который покинули подразделения армии США.
16 февраля 1946 года Саар был выведен из сферы ответственности союзнического Контрольного совета. С 20 июля 1946 года территории земли Саар несколько изменилась за счёт бывших прусских и биркенфельдско-ольденбургских коммун. В конце 1946 года была проведена таможенная граница с остальной Германией. Спустя некоторое время Саар был преобразован в протекторат Франции, получил собственное правительство и конституцию. Преамбулой конституции Саара предусматривалось включение Саара в экономику Франции. Для населения это решение принесло положительные результаты и ещё до немецкого экономического чуда позволило добиться высоких показателей экономического роста. В Сааре имелось сильное франкофильское движение, но от политического союза с Францией Саар по-прежнему отказывался. С 8 июня 1947 года 61 населённый пункт районов Трир и Саарбург были вновь выделены из Саара, одновременно в его состав вошли 13 бывших баварских, биркенфельдских и прусских коммун в районах Биркенфельд и Кузель. В 1949 году были произведены последние изменения границы в результате вхождения в Саар бывшей пфальцской коммуны Кирберг.
В речи, произнесённой в Штутгарте 6 сентября 1948 года, госсекретарь США Дж. Ф.Бирнс объяснил, что США не могут отказать Франции в удовлетворении её претензий на Саар, так как за последние 70 лет Франция трижды подвергалась нашествиям с территории Германии.
16 июля 1947 года в Сааре была введена в обращение собственная денежная единица — саарская марка, обменивавшаяся 1:1 с рейхсмаркой, с перспективой ввода французского франка на следующем этапе. Этой мерой Франция пыталась предотвратить наплыв в Саар рейхсмарок из других западных зон оккупации, в будущем составивших Федеративную Республику Германии, для их последующего обмена на тогда гораздо более стабильные франки. 15 ноября 1947 года французский франк стал официальным платёжным средством, 23 марта 1948 года был официально утверждён таможенный союз, впоследствии французские монеты (но не банкноты) пополнились собственными «саарскими франками», точно копировавшими французские монеты, валютно-финансовая конвергенция сохранялась.
В июле 1948 года все жители Саара получили собственное гражданство и стали саарцами. Назначенное Францией правительство, состоявшее преимущественно из эмигрантов и лиц, преследовавшихся при нацистском режиме, стремилось к тому, чтобы денацификация в Сааре была произведена тщательнее, чем в любой другой части Западной Германии.

## Соглашение о статусе Саара (Европейский статут)
5 мая 1949 года в Лондоне на волне призывов к единению Европы десять государств подписали устав Совета Европы. Это был первый шаг к построению европейских стандартов. ФРГ, основанная 23 мая 1949 года, и частично автономный Саар, подали раздельные заявки на членство в Совете. Из-за оккупации, ФРГ могла претендовать на членство только как ассоциированный участник. А вот за Саар разгорелась ожесточённая борьба. Франция всячески поддерживала Саар. ФРГ же боясь, что вступление Саара в Совет Европы будет означать окончательное отделение Саара от Германии, всячески препятствовала этому. В конце концов было найдено временное решение — в июле 1950 года ФРГ и Саар стали ассоциированными членами Совета Европы. В мае 1951 года ФРГ стала уже действительным членом Совета, а Саар из-за вето, наложенного немцами, только членом Консультативной Ассамблеи Совета Европы (до 1956 года).
В 1950 году французский министр иностранных дел Робер Шуман, предложил объединить металлургическую, железорудную и угледобывающую промышленности Франции и Западной Германии. В результате этой инициативы 18 апреля 1951 года в Париже было основано Европейское объединение угля и стали (ЕОУС), предвестник современного Европейского союза. В числе шести стран-основателей была ФРГ, но не Саар.
29 мая 1951 года Германия направила в Контрольный совет «Саарскую ноту», в которой указывалось на ущемление прав саарцев, в частности на ограничение основного права человека на свободу слова, и на запрет некоторых крупных политических партий. В 1952 году запрещённая прогерманская Демократическая партия Саара призвала на выборах в ландтаг опускать в урны недействительные бюллетени, и около четверти избирателей последовало этому призыву.
Становилось все более очевидным, что без урегулирования «Саарского вопроса» невозможно достичь желаемого взаимопонимания между Францией и Германией и, следовательно, объединения всей Западной Европы. В марте 1952 года начались переговоры между федеральным канцлером Германии Конрадом Аденауэром, французским министром иностранных дел Робером Шуманом и премьер-министром Саарланда Йоханнесом Хофманном по Саару в рамках европеизации страны. Сразу было отвергнуто несколько первоначальных планов. Поиск компромиссов продолжался буквально до осени 1954 года. Наконец 23 октября 1954 года соглашение о статусе Саара было готово и подписано со стороны Германии федеральным канцлером Конрадом Аденауэром, и министром-президентом Франции Пьером Мендес-Франсом в рамках подписания Парижских соглашений. Данное соглашение предусматривало проведение среди населения Саара референдума (плебисцита).
В статье 1 соглашения указывалось:
Целью данного соглашения является Европейский статут Саара в рамках Западноевропейского союза. После того как данный статут будет одобрен в результате проведённого референдума, он не может быть более отменён без нарушения договора о мире.

## Реакция на соглашение
После публикации текста соглашения начались бурные дискуссии о плюсах и минусах нового статуса.
- Коммунистическая партия Саара (KPS) сразу же решительно отклонила новый статус.
- Председатель кабинета министров Саара Йоханнес Хофманн приветствовал данное соглашение. В тот же день вечером он сделал заявление по радио, в котором горячо поблагодарил Конрада Аденауэра за проделанную работу.
- Хенрих Шнайдер, партия которого (DPS) до сих пор была запрещена, был глубоко разочарован и описал соглашение как «безоговорочная капитуляция немцев против французских требований». Согласно его предположениям, около 80 % голосов на референдуме будут отданы за Европейский статут[2].

В самой Германии за подписание соглашения Конрад Аденауэр подвергся жёсткой критике. СДПГ и СвДП видели в нём фактическую уступку Саара Франции.
- 24.12.1954 национальное собрание Франции утвердило «Саарское соглашение»
- 27.02.1955 Бундестаг Германии утвердил «Саарское соглашение»
- 4.05.1955 Конституционный суд Германии подтвердил, что «Саарское соглашение» не нарушает Конституцию Германии
- 24.03.1955 президент Германии Теодор Хойс ратифицировал «Парижские соглашения» вместе с Саарским
- 26.03.1955 после трёхдневных дебатов были ратифицированы «Парижские соглашения» включительно Саарское со стороны Франции
- 11.05.1955 Кабинет министров Саара, согласно «Саарского соглашения», был заменён на Совет Заподноевропейского Союза
- 08.07.1955 была установлена дата проведения референдума — 23 октября 1955 года, ровно год спустя после подписания «Саарского соглашения»[2]

## Предреферендная агитация
23 июля 1955 года, ровно за 3 месяца до референдума, официально началась борьба за голоса, то есть так как стоит в статье Х соглашения. Все партии, даже ранее запрещённые, могли принять участие в данной борьбе.
| Да: За Европейский статут | Нет: Против Европейского статута |
| --- | --- |
| CVP (Христианская народная партия), Йоханес Хофманн SPS (Социалдемократическая партия), Рихард Кирн FDP (Свободная немецкая партия) UAPS (Независимая партия рабочих Саара) CSU-Saar (Христианский социалсоюз) | CDU-Saar (Христианский демократ. союз Саара), Хуберт Ной DSP (Немецкая социалдемократическая партия), Курт Конрад DPS (Демократическая партия Саара), Генрих Шнайдер KPS (Коммунистическая партия Саара) DDU (Немецкий демократический союз) |

## Референдум о статусе Саара
23 октября 1955 года в результате проведённого референдума при явке 96,73 % подавляющее большинство избирателей (67,71 %) отказались от независимости Саара.
Согласно ранним заявлениям с французской стороны, отказ от Европейского статута означал автоматический возврат к ситуации до 23 октября 1954 года. Но теперь исход референдума стал отправной точкой для полного пересмотра французско-немецких отношений. «Саарское соглашение» не предусматривало такой исход референдума.
25 октября 1955 года Йоханес Хофманн объявил о своей отставке. Через четыре дня, 29 октября Ландтаг объявил о своём самороспуске. Срочно было сформировано временное правительство, состоящее полностью из беспартийных. Наконец, 18 декабря были проведены выборы и сформирован новый кабинет Саара. 31 января 1956 года новое правительство Саара сделало историческое заявление, в котором речь шла о политическом и экономическом воссоединении с Федеральной Республикой Германии.
Начались новые переговоры между Францией и Германией. В результате 27 октября 1956 года был подписан Люксембургский договор, в котором оговаривались все условия присоединения Саара к Германии и 1 января 1957 года Саар был объявлен десятой федеральной землёй Федеративной Республики.
6 июля 1959 года французский франк был заменён на немецкую марку (согласно люксембургскому договору, переходный период для экономики Саара, для безболезненного размежевания с Францией мог доходить до трёх лет).